# Campinense Clube
Campinense Clube – brazylijski klub piłkarski z siedzibą w mieście Campina Grande leżącym w stanie Paraíba.

## Osiągnięcia
- Wicemistrz drugiej ligi brazylijskiej (Campeonato Brasileiro Série B): 1972
- Mistrz stanu Paraíba (Campeonato Paraibano) (19): 1960, 1961, 1962, 1963, 1964, 1965, 1967, 1971, 1972, 1973, 1974, 1975, 1979, 1980, 1991, 1993, 2004, 2008, 2012

## Historia
Klub Campinense założony został 12 kwietnia 1915 roku. Obecnie klub gra w lidze stanowej Campeonato Paraibano.

### Najbardziej znani piłkarze w historii klubu
- Rodrigo Tabata
- Marcelinho Paraíba
- Aílton